# Fulvia da Correggio
Fulvia da Correggio, född 1543, död 1590, var en italiensk adelskvinna, hertiginna av Mirandola och Concordia 1561-1568, gift med hertig Ludovico II Pico. Hon var regent i Mirandola och Concordia mellan 1568 och 1590. 
Hon var ställföreträdande regent i Mirandola och Concordia för sin son Galeotto III Pico under hans omyndighet mellan 1568 och 1590. Hennes mandat som regent skulle egentligen ha löpt ut när hennes son blev myndig, men han avstod från att överta regeringen, och lät henne fortsätta regera. 